# 北田俊亮
北田 俊亮（きただ としあき、1980年12月9日 - ）は、日本の総合格闘家。千葉県八街市出身。

## 来歴
1980年12月9日、千葉県八街市で生まれる。小さい頃の夢はプロレスラーになることだった。中学の時に柔道部に入部し柔道を始め、高校と大学も柔道の推薦で入学した。国際武道大学卒業。
総合格闘技に大学時代から興味を持っていたところ、入社した会社の上司が偶然にも総合格闘技をしていることを聞き、パラエストラ千葉に入門する。アマチュア修斗で2連敗するが、さらに総合格闘技への思いが強くなり、専念するため会社を退職。
アマチュアパンクラスと柔術の全国大会で優勝し、プロへ昇格した。DEEPフューチャーキングトーナメントの65kg以下で優勝。DEEP28で本戦デビューを果たす。
2009年4月16日、ジョー・"ベイビー・ジョー"・タイマングロにKO勝利。同年8月23日、DEEP 43でザック・マコウスキーにフロントチョークで一本勝利。
2010年2月、DEEP 46でのBarbaro44戦を最後に一度は引退を考えたが、2012年6月のDEEP 58で津田勝憲と約2年半振りの復帰戦を行い、フロントチョークで勝利した。

## 戦績

### プロ総合格闘技
| 総合格闘技 戦績 | 総合格闘技 戦績 | 総合格闘技 戦績 | 総合格闘技 戦績 | 総合格闘技 戦績 | 総合格闘技 戦績 | 総合格闘技 戦績 |
| --------------- | --------------- | --------------- | --------------- | --------------- | --------------- | --------------- |
| 33 試合         | (T)KO           | 一本            | 判定            | その他          | 引き分け        | 無効試合        |
| 16 勝           | 2               | 7               | 6               | 1               | 4               | 0               |
| 13 敗           | 3               | 1               | 9               | 0               | 4               | 0               |

| 勝敗 | 対戦相手                                 | 試合結果                                | 大会名                                          | 開催年月日     |
| ×    | 井上直樹                                 | 1R 2:41 リアネイキッドチョーク          | DEEP 93 IMPACT                                  | 2019年12月15日 |
| ×    | 白川陸斗                                 | 5分3R終了 判定0-3                       | DEEP 87 IMPACT                                  | 2018年12月28日 |
| ×    | ソン・ジンス                             | 2R 2:39 TKO（パンチ連打）               | DEEP 83 IMPACT 【DEEPバンタム級王者決定戦】     | 2018年4月28日  |
| ○    | 窪田泰斗                                 | 5分3R終了 判定3-0                       | DEEP 81 IMPACT                                  | 2017年12月23日 |
| ×    | 瀧澤謙太                                 | 2R 0:46 TKO（グラウンドパンチ）         | PANCRASE 289                                    | 2017年8月20日  |
| ×    | 石司晃一                                 | 5分3R終了 判定0-2                       | DEEP CAGE IMPACT 2016～DEEP VS WSOF-GC～        | 2016年12月17日 |
| ○    | ソン・ジンス                             | 5分3R終了 判定3-0                       | DEEP 77 IMPACT                                  | 2016年8月27日  |
| ○    | 齊藤曜                                   | 2R 3:41 フロントチョーク                | DEEP 75 IMPACT～DEEP15周年大会～                | 2016年2月27日  |
| ○    | イ・ソンス                               | 5分3R終了 判定3-0                       | DEEP 73 IMPACT                                  | 2015年10月17日 |
| ×    | 大塚隆史                                 | 5分3R終了 判定0-3                       | DEEP 72 IMPACT 【DEEPバンタム級タイトルマッチ】 | 2015年5月16日  |
| ○    | 中島太一                                 | 5分3R終了 判定3-0                       | DEEP DREAM IMPACT 2014 ～大晦日 special～       | 2014年12月31日 |
| ○    | ガン・ジュングン                         | 1R 1:02 TKO                             | DEEP 68 IMPACT                                  | 2014年8月23日  |
| ○    | 金原正徳                                 | 1R 1:37 反則（※金原が場外へ押し出した） | DEEP 66 IMPACT                                  | 2014年4月29日  |
| ×    | 大塚隆史                                 | 5分3R終了 判定0-3                       | DEEP CAGE IMPACT 2013                           | 2013年11月24日 |
| ○    | グァク・ミョンシク                       | 1R 2:28 フロントチョーク                | DEEP 63 IMPACT                                  | 2013年8月25日  |
| ×    | DJ.taiki                                 | 5分3R終了 判定0-3                       | DEEP 61 IMPACT                                  | 2013年2月16日  |
| ○    | 釜谷真                                   | 2R 4:59 TKO                             | DEEP CAGE IMPACT 2012 in TOKYO                  | 2012年12月8日  |
| △    | DJ.taiki                                 | 5分3R終了 0-1                           | DEEP 60 IMPACT                                  | 2012年10月19日 |
| ○    | 津田勝憲                                 | 2R 1:04 フロントチョーク                | DEEP 58 IMPACT                                  | 2012年6月15日  |
| ×    | Barbaro44                                | 5分2R終了 判定0-2                       | DEEP 46 IMPACT                                  | 2010年2月28日  |
| △    | 山崎剛                                   | 5分3R終了 判定1-1                       | DEEP CAGE IMPACT 2009                           | 2009年12月17日 |
| ○    | クレベル・コイケ                         | 2R 0:56 腕ひしぎ十字固め                | DEEP 44 IMPACT                                  | 2009年10月10日 |
| ○    | ザック・マコウスキー                     | 1R 4:22 スリーパーホールド              | DEEP 43 IMPACT                                  | 2009年8月23日  |
| ○    | ジョー・"ベイビー・ジョー"・タイマングロ | 1R 1:29 フロントチョーク                | DEEP 41 IMPACT                                  | 2009年4月16日  |
| ×    | 三島☆ド根性ノ助                          | 2R 2:51 TKO                             | DEEP PROTECT IMAPACT 2008                       | 2008年12月22日 |
| △    | 綿貫一歩                                 | 5分2R終了 判定0-1                       | clubDEEP TOKYO～メガトンGP2008～                | 2008年5月24日  |
| △    | 寺田功                                   | 5分2R終了 判定0-0                       | DEEP 34 IMPACT                                  | 2008年2月5日   |
| ○    | 杉内勇                                   | 5分2R終了 判定3-0                       | DEEP 33 IMPACT                                  | 2007年12月12日 |
| ×    | 山崎剛                                   | 5分2R終了 判定0-2                       | DEEP 31 IMPACT                                  | 2007年8月5日   |
| ○    | 堀友彦                                   | 5分2R終了 判定3-0                       | clubDEEP in TOKYO                               | 2007年6月16日  |
| ○    | 薩摩竜仁                                 | 1R 1:24 フロントチョーク                | DEEP 28 IMPACT 2.16                             | 2007年2月16日  |
| ×    | 宮崎裕治                                 | 5分2R終了 判定0-3                       | パンクラス 2005 SPIRAL TOUR                     | 2006年9月4日   |
| ×    | 中条実                                   | 5分2R終了 判定1-2                       | パンクラス 2005 SPIRAL TOUR                     | 2006年6月5日   |

### アマチュア総合格闘技
| 勝敗 | 対戦相手   | 試合結果                        | 大会名                                                                                                 | 開催年月日    |
| ○    | 宮下トモヤ | 5分2R終了 判定2-1               | DEEP 27 IMPACT 【フューチャーキングトーナメント フェザー級 決勝】                                      | 2006年12月9日 |
| ○    | 釜谷真     | 1R 2:57 アームバー              | club DEEP 東京&フューチャーキングトーナメント2006 【フューチャーキングトーナメント フェザー級 準決勝】 | 2006年12月9日 |
| ○    | 原井徹     | 1R 1:43 TKO（グラウンドパンチ） | club DEEP 東京&フューチャーキングトーナメント2006 【フューチャーキングトーナメント フェザー級 2回戦】  | 2006年12月9日 |
| ○    | 大塚隆史   | 5分1R終了 判定3-0               | club DEEP 東京&フューチャーキングトーナメント2006 【フューチャーキングトーナメント フェザー級 1回戦】  | 2006年12月9日 |
| ○    | 寺岡章     | 5分1R終了 判定2-0               | PANCRASE 2005 SPIRAL TOUR                                                                              | 2005年2月27日 |
| ○    | 太田裕之   | 5分1R終了 判定2-0               | PANCRASE 2005 SPIRAL TOUR                                                                              | 2005年2月27日 |

## 獲得タイトル
- アマチュアパンクラス オープントーナメント 70kg未満級 優勝（2004年）[1]
- DEEPフューチャーキングトーナメント2006 65kg以下級 優勝（2006年）[1]

## 出演
- REVIVAL これが日本の総合格闘技だ（2015年）